# 885

## Nașteri
- Boso de Toscana, conte de Arles (895-911 și 926-931), conte de Avignon (911-931) și margraf de Toscana (din 931), (d. 936)

## Decese
- 6 aprilie: Metodiu de Salonic, 69 ani, misionar grec, creatorul alfabetului chirilic, împreună cu fratele său, Chiril (n. 815)
- Lando al III-lea de Capua, conte longobard de Capua (din 882), (n. ?)